# Amdo (arrondissement)
Amdo Dzong, Chinees: Amdo Xian is een arrondissement in de prefectuur Nagchu in de Tibetaanse Autonome Regio, China. De hoofdstad van Amdo is Pagnag. Door Amdo loopt de nationale weg G109.
Het heeft een oppervlakte van 43.410 km² en in 1999 telde het 32.843 inwoners. De gemiddelde jaarlijkse temperatuur is -3 °C en jaarlijks valt er gemiddeld 411,6 mm neerslag.
In het arrondissement liggen verschillende stations langs de Peking-Lhasa-spoorlijn, waaronder Station Amdo en Station Tanggula. Tanggula is het hoogst gelegen station ter wereld.

## Etnische verdeling
Bij de volkstelling van 2000 werden in Amdo 32.843 inwoners geteld die verdeeld waren over de volgende etnische groepen:
| Etnische groep | inwoners | aandeel |
| -------------- | -------- | ------- |
| Tibetanen      | 32.191   | 98,01%  |
| Han            | 479      | 1,46%   |
| Hui            | 118      | 0,36%   |
| Salar          | 19       | 0,06%   |
| Overig         | 36       | 0,11%   |